# Lista de instituições de ensino superior do Brasil resultantes de desmembramento
Esta página traz uma lista de ideias e projetos de desmembramentos que cria novos institutos e universidades públicas no Brasil.

## Nordeste
- Paraíba
  - Instituto Federal de Educação, Ciência e Tecnologia da Borborema (IFB-PB) - Com desmembramento a partir do Instituto Federal de Educação, Ciência e Tecnologia da Paraíba (IFPB), cuja reitoria fica na cidade de João Pessoa, estado da Paraíba, absorvendo 7 campi existentes (Campina Grande, Areia, Esperança, Itabaiana, Monteiro, Picuí e Soledade.[1]
  - Instituto Federal de Educação, Ciência e Tecnologia do Sertão da Paraíba (IFSertão-PB) - Com desmembramento a partir do Instituto Federal de Educação, Ciência e Tecnologia da Paraíba (IFPB), cuja reitoria fica na cidade de João Pessoa, estado da Paraíba, absorvendo 4 campi existentes no Sertão da Paraíba (Cajazeiras, Patos, Princesa Isabel e Sousa).[2]
  - Universidade Federal Rural da Paraíba (UFRural-PB) - Com desmembramento a partir da UFPB (Universidade Federal da Paraíba), cuja reitoria fica na cidade de João Pessoa, estado da Paraíba, através da transformação, utilizando a infra-estrutura, do Centro de Ciência Agrárias da Universidade Federal, na cidade de Areia, estado da Paraíba.[3]
  - Universidade Federal do Sertão da Paraíba (UFSertão-PB) - Com desmembramento a partir da UFCG (Universidade Federal de Campina Grande), cuja reitoria fica na cidade de Campina Grande, estado da Paraíba, absorvendo os 4 campi existentes da UFCG no Sertão da Paraíba (Cajazeiras, Patos, Pombal e Sousa).[4]

## Demais projetos
Constam ainda no Plano Plurianual outros projetos de universidades a serem criadas:
- Universidade Federal do Seridó, com sede em Caicó, por desmebramento da Universidade Federal do Rio Grande do Norte (UFRN);
- Universidade Federal da Zona Leste de São Paulo, com sede em São Paulo, por desmebramento da Universidade Federal de São Paulo (UNIFESP);
- Universidade Federal de São José do Rio Preto, com sede em São José do Rio Preto;
- Universidade Federal de Bauru, com sede em Bauru;
- Universidade Federal do Araripe, com sede em Araripina;
- Universidade Federal do Vale do Itajaí, com sede em Blumenau;
- Universidade Federal do Norte do Paraná, com sede em Londrina;
- Universidade Federal da Baixada Maranhense, com sede em Pinheiro;
- Universidade Federal do Norte e Nordeste de Goiás
- Universidade Federal Camponesa do Brasil
- Instituto Federal do Sul e Sudeste do Pará - IFESSPA, com sede em Marabá, por desmebramento do Instituto Federal do Pará (IFPA).